# La perla y la ola (fábula persa)
La perla y la ola (en francés, La Perle et la vague (fable persane) y en inglés, The Pearl and the Wave), también conocida como La ola y la perla, es una pintura del artista francés Paul Baudry que data de 1862.

## Descripción
La perla y la ola muestra a una mujer desnuda acostada al borde de una orilla rocosa del mar, con la cabeza vuelta para mirar hacia atrás por encima del hombro hacia el espectador y labios entreabiertos. Las olas se rompen en el fondo.
Esta pintura es un óleo sobre lienzo con medidas de 83,5 x 178 cm. La figura está iluminada con toques nacarados, rodeada de azul claro.
La perla y la ola fue objeto de curiosidad contemporánea. La pintura fue recibida con elogios de los críticos de arte por su técnica y su calidad distintiva. El artista Kenyon Cox la describió como «la pintura más perfecta de desnudo» del siglo XIX, e identificó algunas características que describió como «la gracia de la actitud», el cuerpo bien redondeado pero delgado de una mujer joven, el hoyuelo visible en el hombro, el «sabor de la línea sutil», la «belleza del color», el modelado sólido pero misterioso y la «perfección de la superficie delicada». Cox creía que estas características hacen de esta pintura «una obra maestra».
La historiadora de arte Bailey Van Hook identificó La perla y la ola como uno de los ejemplos de pinturas de desnudo en las que la mujer en cuestión se muestra acostada lentamente para la satisfacción del espectador a quien describe como voyeurista. El crítico de arte francés del siglo XIX Jules-Antoine Castagnary comentó que la mujer del cuadro puede ser «una modista parisina... al acecho de un millonario descarriado en este lugar salvaje».

## Historia
Esta obra fue una de las más destacadas en el Salón de París de 1863. Año en el que la emperatriz Eugenia de Montijo compró el cuadro por 20 000 francos, siendo su segunda compra más costosa de las pinturas de la época. En 1898, Ramón de Errazu la adquirió en Nueva York, por 43 000 francos, convirtiéndose en la última obra que compró y la de mayor precio y reputación.
Esta obra fue legada por Errazu al Museo del Prado de Madrid, el principal museo de arte nacional español, lugar en el que se exhibe como parte de su colección de artistas franceses.